# Франк-Вальтер Штайнмаєр
Франк-Ва́льтер Штайнма́єр (нім. Frank-Walter Steinmeier; нар. 5 січня 1956, Детмольд, Північний Рейн-Вестфалія, ФРН) — німецький політик та державний діяч. 12-й Федеральний президент Німеччини (з 2017), міністр закордонних справ (2005—2009, 2013—2017) та віцеканцлер Німеччини (2007—2009). 
Обраний на посаду Федерального президента Німеччини 12 лютого 2017 року як кандидат від панівної коаліції (ХДС/ХСС-СДП) після відмови Йоахіма Ґаука балотуватися на другий термін.
Підозрюється українською владою у тісних зв'язках з Путіним і РФ.

## Біографія
Штайнмаєр народився 5 січня 1956 року в Детмольді (земля Північний Рейн-Вестфалія) у простій сім'ї (батько — столяр, мати — робітниця фабрики).
Після закінчення гімназії у 1974 році призваний на військову службу в бундесвер. У 1976 році вступив до Університет імені Юстуса Лібіха в Гіссені, де до 1982 року вивчав спочатку юридичні, а потім і політичні науки. З 1983 по 1986 рік проходив передзахисну юридичну практику у Франкфурті-на-Майні і Гіссені. У 1986 році захистив докторську дисертацію на тему «Правове положення бездомних».
З 1986 по 1991 рік працював науковим співробітником на факультеті суспільного права й політології у Гіссенському університетіті. У 1991 році був юрисконсультом з інформаційного права і політики стосовно ЗМІ в державній канцелярії Нижньої Саксонії.
З 1993 по 1994 рік керував особистим бюро тодішнього прем'єр-міністра Нижньої Саксонії Герхарда Шредера. З цього часу професійна кар'єра Штайнмаєра тісно переплелася з політичною кар'єрою Герхарда Шредера, довіреною особою якого він був всі сім років правління коаліції СДП-«Зелені».
З 1994 по 1996 рік очолив у державній канцелярії відділ політичних директив, міжвідомчої координації і планування. З 1996 по 1998 рік призначений статс-секретарем, главою державної канцелярії Нижньої Саксонії.
Після обрання Герхарда Шредера канцлером Німеччини з листопада 1998 по липень 1999 року Штайнмаєр був державним секретарем федерального уряду, уповноваженим у координації діяльності спецслужб, а з липня 1999 по листопад 2005 року також і є керівником відомства федерального канцлера.
З листопада 2005 року — міністр закордонних справ Німеччини в коаліційному уряді ХДС/ХСС-СДП.
У листопаді 2007 року затверджений віцеканцлером замість Франца Мюнтеферінга. У жовтні 2007 року до державних посад Штайнмаєра додався пост заступника голови СДП, членом якої він є з 1975 року.
Франк-Вальтер Штайнмаєр був висунутий кандидатом на пост канцлера від СДП на парламентських виборах 2009, але програв боротьбу лідерці ХДС Анґелі Меркель, після чого втратив посади в уряді. Після виборів до Бундестагу 2013 знову в рамках коаліції СДП з панівною ХДС/ХСС потрапив до уряду, де йому вдруге дістався портфель міністра закордонних справ.
У січні 2017 року, після того як федеральний президент Йоахім Гаук заявив, що за станом здоров'я не буде продовжувати термін свого президентства, Штайнмаєр залишив посаду міністра і заявив, що має намір балотуватися на місце федерального президента єдиним кандидатом від панівної коаліції.
29 жовтня Соціал-демократична партія висунула Ф.-В. Штайнмаєра кандидатом у президенти. Про це оголосив її очільник Зіґмар Ґабріель. 14 листопада його кандидатуру підтримали Християнсько-демократичний союз та Християнсько-соціальний союз, які входять до урядової коаліції. Обраний 16-м Федеральним президентом ФРН 16-м скликанням Федеральних зборів. Із 1260 делегатів (1253 дійсних голоси) отримав 931 голос. 

## Родина та особисте життя
Штайнмаєр одружений і має дочку.

## Політична позиція
У червні 2016 року, під час російсько-української війни та загострення стосунків між країнами Заходу та Росією, розкритикував навчання НАТО поблизу кордону Росії, закликавши активніше вести діалог з Москвою, через що зазнав критики з боку партії Федерального канцлера Німеччини Анґели Меркель.
У квітні 2022 року, під час повномасштабного вторгнення військ Росії до України, посол України в Німеччині Андрій Мельник звинуватив Штайнмаєра в тому, що він поділяє ідею Путіна про нібито «відсутність українського народу». 12 квітня Штайнмаєр хотів приїхати до Києва, але йому було відмовлено прийняти його владою України.